# Chief Dan George

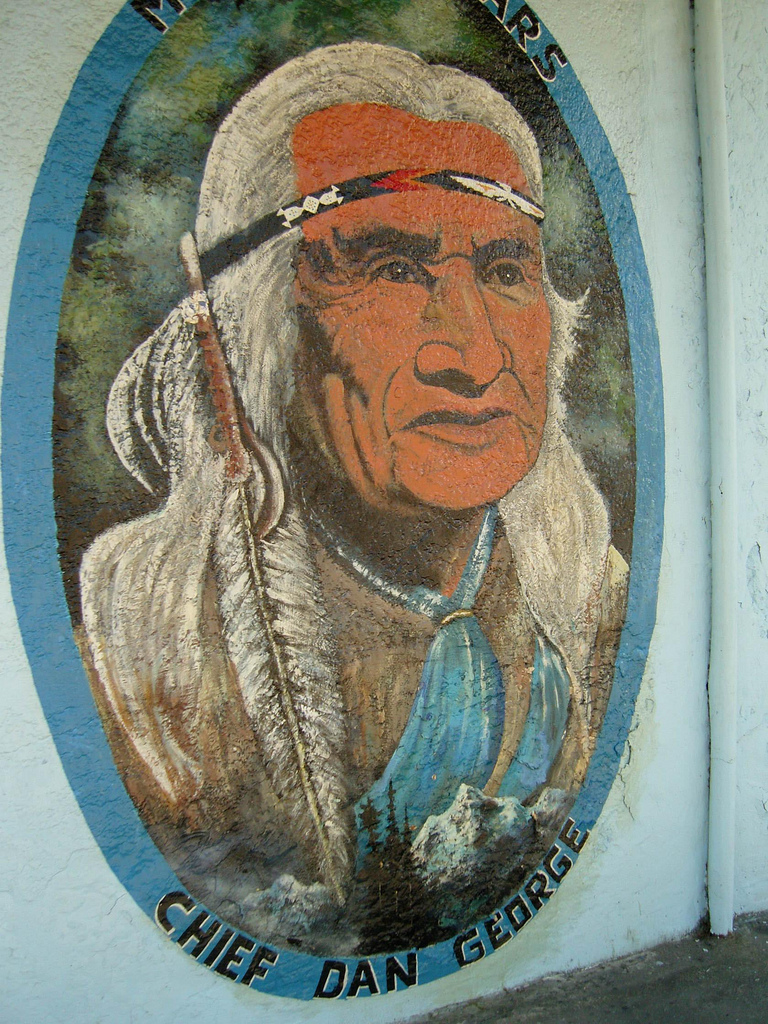
Chief Dan George

Chief Dan George, egentligen Geswanouth Slahoot, född 24 juli 1899 på indianreservatet Tsleil-Waututh i North Vancouver i provinsen British Columbia, död 23 september 1981 i Vancouver, var en kanadensisk skådespelare.
Dan George är mest känd för sina filmroller som indianhövding, bland annat som cheyennehövdingen Old Lodge Skins i filmen Little Big Man och som cherokee i Clint Eastwoods första revisionistiska westernfilm Mannen utanför lagen. Att Dan George i filmannonserna titulerades "Chief" beror dock inte på det, utan att han 1951–1963 var hövding för salishstammen Tsleil-Waututh, som dess officiella First Nations-namn lyder.
Dan Georges skådespelarkarriär började först när han var i 60-årsåldern, i en kanadensisk TV-serie som hette Cariboo Country (CBC). Vid 71 års ålder blev Dan George Oscarnominerad för sin roll i Little Big Man. Han blev också känd för den svenska TV-publiken genom 1970-talsserien Kampen om Colorado.
På äldre dagar utvecklade Dan George en bister kritik, bland annat i flera böcker, mot den vita kolonialismen och dess konsekvenser för urbefolkningarna. Samtidigt arbetade han också för ökad förståelse mellan olika befolkningsgrupper i Kanada. Dan George tilldelades 1971 Kanadas högsta civila utmärkelse Order of Canada.